# Коллегиальная церковь Сант-Андреа (Эмполи)
Коллегиальная церковь Сант-Андреа (итал. La collegiata di Sant'Andrea) — церковь Святого Андрея, управляемая секулярными канониками, главная церковь Эмполи, Тоскана, в провинции Флоренция, на территории Флорентийской архиепархии.

## История
Приходская церковь была основана в середине V века, упоминается в хрониках Флорентийской епархии с XI века. Документы XII века свидетельствуют о том, что, помимо церкви, в приходской комплекс входил также баптистерий, расположенный неподалеку и посвящённый святому Иоанну Крестителю. От существовавшего в то время церковного здания сохранилась только нижняя часть фасада. В 1389 году началась реконструкция храма.
В XV веке благодаря щедрости семьи Джакини был построен коридор, соединивший церковь с баптистерием и монастырём, который существует до настоящего времени. В 1531 году церковь получила повышение и из приходской стала называться коллегиальной. В XVII веке здание баптистерия было расширено.
В 1730-х годах церковь обветшала и её восстановление было поручено архитектору Фердинандо Руджери, который 24 августа 1735 года представил свой проект. Работы на фасаде были завершены 23 января 1803 года. В центре фасада была помещена скульптура, изображающая мученичество Святого Андрея. В 1912 году была проведена реставрационная кампания под руководством Джузеппе Кастеллуччи, в результате которой статуя с фасада была удалена и заменена нынешним окном. Церковь сильно пострадала в июле 1944 года, когда колокольня была заминирована и взорвана. В результате обрушения были уничтожены почти все перекрытия и южные помещения комплекса. После войны храм был восстановлен.

## Архитектура
От древнего романского здания сохранились лишь нижняя часть фасада, часть стены баптистерия и основание колокольни. Фасад церкви наглядно демонстрирует «флорентийский романский стиль» (romanico fiorentino) с характерной двуцветной облицовкой белым и зелёным мрамором. Другие примеры этого стиля — Флорентийский баптистерий, базилика Сан-Миниато-аль-Монте, фасад церкви Сан-Сальваторе-аль-Весково и нижняя часть фасада Бадиа Фьезолана.
Реставрации, проведённые в двадцатом веке, показали, что облицовочные плиты имеют значительную толщину (7–8 сантиметров). Большая часть нижнего яруса является оригинальной и относится к романскому периоду, за исключением мраморных пилястр, перестроенных в 1802 году, и портала, созданного в 1545 году Баттистой ди Донато Бенти.
По всему фасаду проходит надпись, позволяющая датировать постройку:
«HOC OPVS EXIMII PRAEPOLLENS ARTE MAGISTRI / BIS NOVIES LVSTRIS ANNIS TAM MILLE PERACTIS / AC TRIBVS EST CEPTUM POST NATVM VIRGINE VERBVM / QVOD STUDIO FRATRVM SUMMOQ LABORE PATRATVM / CONSTAT RODVLFI BONIZONIS PRESBITERORVM / ANSELMI ROLANDI PRESBITERIQ GERARDI / VNDE DEO CARI CREDVNTVR ET AETHERE CLARI (Эта работа, отличающаяся искусством выдающегося мастера, была начата после того, как дважды по девять десятилетий прошло за тысячу и три года с рождения Слова Девы. Известно, что эта работа была завершена благодаря интересу и огромным усилиям священников братьев Родольфо, Бонизоне, Ансельмо, Роландо и священника Герардо, которым дорог Бог и чистая слава небес). Дата, которую можно вывести из этой надписи, — 1093 год; однако неясно относится ли слово «OPVS» (произведение) к мраморному фасаду или к завершению строительства всей церкви.
Интерьер церкви отражает её последнюю реконструкцию, проведённую после военных разрушений, но он повторяет реконструкцию, выполненной по проекту Фердинандо Руджери. Здание имеет план латинского креста с одним широким нефом и трансептом, по сторонам нефа расположены пять капелл. Четырёхугольная апсида перекрыта куполом.
До войны потолок нефа был украшен росписью «Слава Святого Андрея»  работы Винченцо Меуччи и Джузеппе дель Моро (1761–1763). Эта работа была полностью уничтожена, а затем, сразу после войны, написана заново художниками из Эмполи Вирджилио Карминьяни и Синео Джеминьяни. На контрфасаде старой церкви сохранилась фреска Рафаэля Боттичини с изображением Спасителя.
В первой капелле справа находится деревянное Распятие работы последователя Джованни Пизано, возможно, Лупо ди Франческо, датируемое первой четвертью XIV века, но документированное с 1340 года. Во второй капелле справа находится отдельная фреска, приписываемая маэстро Франческо и изображающая мученичество святой Луции. В этой капелле с 1451 года находилась деревянная скульптура Марии Магдалины, вырезанная Ромуальдо да Кандели и расписанная Нери ди Биччи. Возможно, по сторонам от неё находились две панели из Коллегиального музея со святыми Иеронимом и Себастьяном работы Рафаэля Боттичини (1500).
В последней капелле, некогда посвященной Святому Иво Бретонскому, сохранились части разобранного триптиха работы Сколаио ди Джованни (1424), боковые панели которого с изображением Святых Иво и Лазаря, а также Иоанна Крестителя и Антония Аббата ныне находятся в Коллегиальном музее.
Пресвитерий в конце нефа ограничен мраморной балюстрадой, образующей два полукруга. В апсиде, приподнятой на несколько ступеней, находится главный алтарь в стиле барокко из полихромного мрамора. Ранее здесь находился Алтарь Святого Причастия, созданный Франческо Боттичини между 1483 и 1491 годами и завершённый его сыном Рафаэлем в 1504 году. Боковые панели алтаря с образами святых Андрея и Иоанна Крестителя теперь хранятся в Коллегиальном музее. Над нынешним алтарем находится триптих Лоренцо ди Биччи и Биччи ди Лоренцо, датируемый концом XIV — началом XV века, на котором изображена Мадонна с Младенцем и святыми Мартином, Андреем, Агатой и Иоанном Крестителем. Над ним — резное деревянное распятие в стиле барокко.
В левом нефе также находится картина с изображением Мадонны с Младенцем во славе, святыми Леонардом и Екатериной Александрийской, приписываемое Томмазо Горини (около середины XVII века).[8]
Вторая капелла слева ранее была украшена монументальным алтарём со статуей Святого Себастьяна работы Антонио Росселлино в центре и расписными панелями с поклоняющимися ангелами работы Франческо Боттичини, созданными примерно между 1477 и 1480 годами.
Первый орган коллегиальной церкви был построен в 1451 году Маттео да Прато и восстановлен в 1572 году Онофрио Дзеффирини и перестроен в 1593 году Джованни Баттиста Контини. Этот орган был полностью разрушен во время Второй мировой войны.
Нынешний инструмент был изготовлен в 1964 году компанией Bevilacqua для базилики Сан-Миниато-аль-Монте во Флоренции. В 1971 году орган был продан и куплен тогдашним проректором Эмполи, монсеньором Джованни Кавини, и установлен в коллегиальной церкви Эмполи
Для капеллы Святого Леонардо древней церкви Биччи ди Лоренцо между 1423 и 1426 годами написал триптих по заказу Оспедале Санта-Мария-Нуова. Центральная панель с Мадонной и Младенцем на троне и правая боковая панель со святым Матфеем (?) и святым Леонардо сохранились до наших дней и хранятся в Коллегиальном музее.

## Музей
Рядом с коллегиальной церковью находилась небольшая церковь Сан-Джованни-Баттиста, в 1464 году, преобразованная в баптистерий, она соединена с коллегиальной церковью коридором. В этих и других прилегающих помещениях ныне располагается Музей коллегиальной церкви Сант-Андреа (Museo della Collegiata di Sant’Andrea), в котором экспонируются произведения из самой церкви, а также из других близлежащих храмов и из некоторых частных коллекций города. Среди наиболее важных произведений выделяется «Мадонна с Младенцем» — мраморная скульптура 1280 года работы Джованни Пизано, фреска «Оплакивание Христа» (1424) Мазолино да Паникале, несколько панелей Лоренцо ди Биччи и «Мадонна на троне между ангелами и святыми Михаилом, Варфоломеем и Альбертом» (1430) работы Филиппо Липпи.

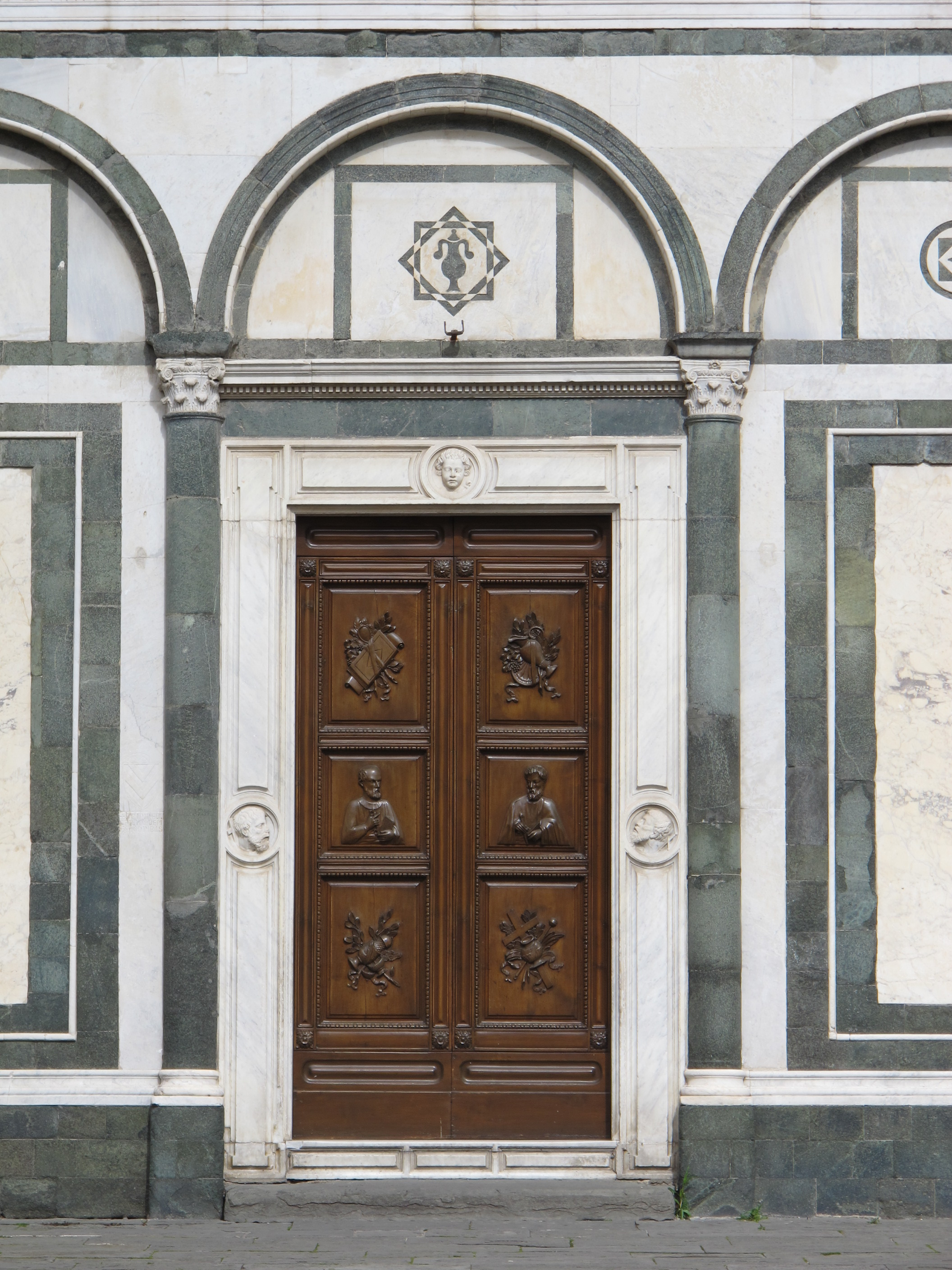
Портал. Деталь фасада
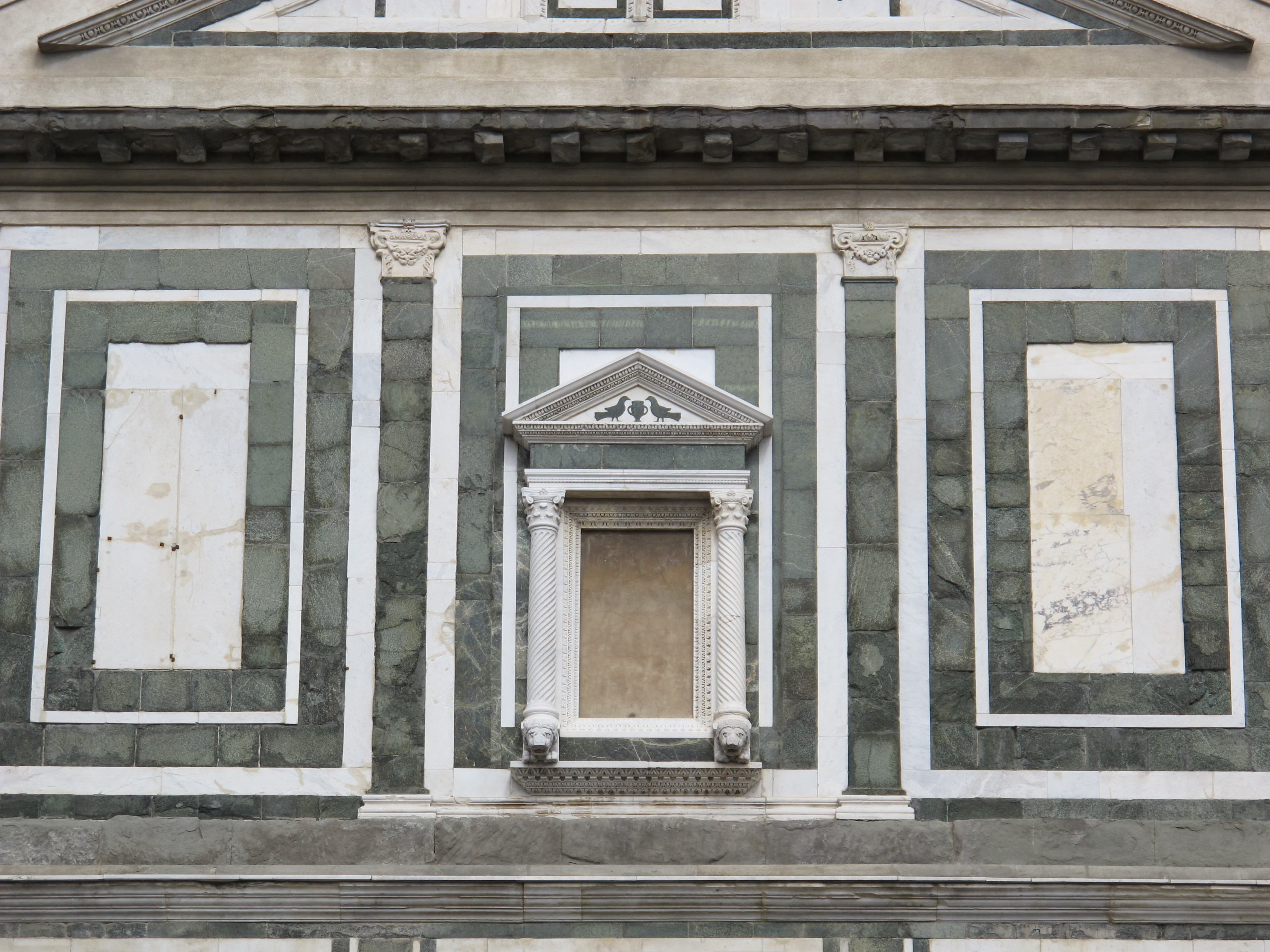
Фасад. Верхняя часть
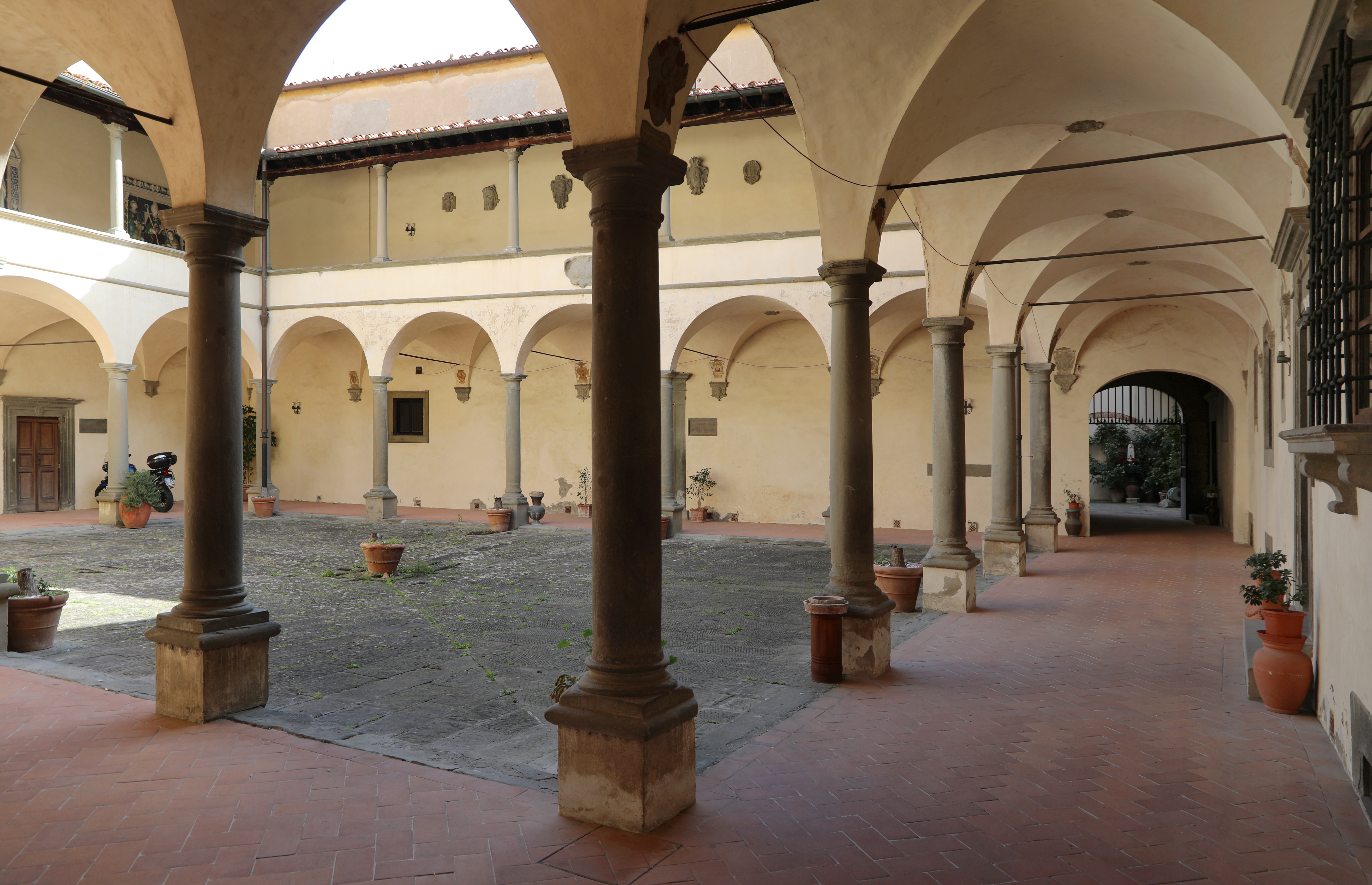
Кьостро (монастырский двор)
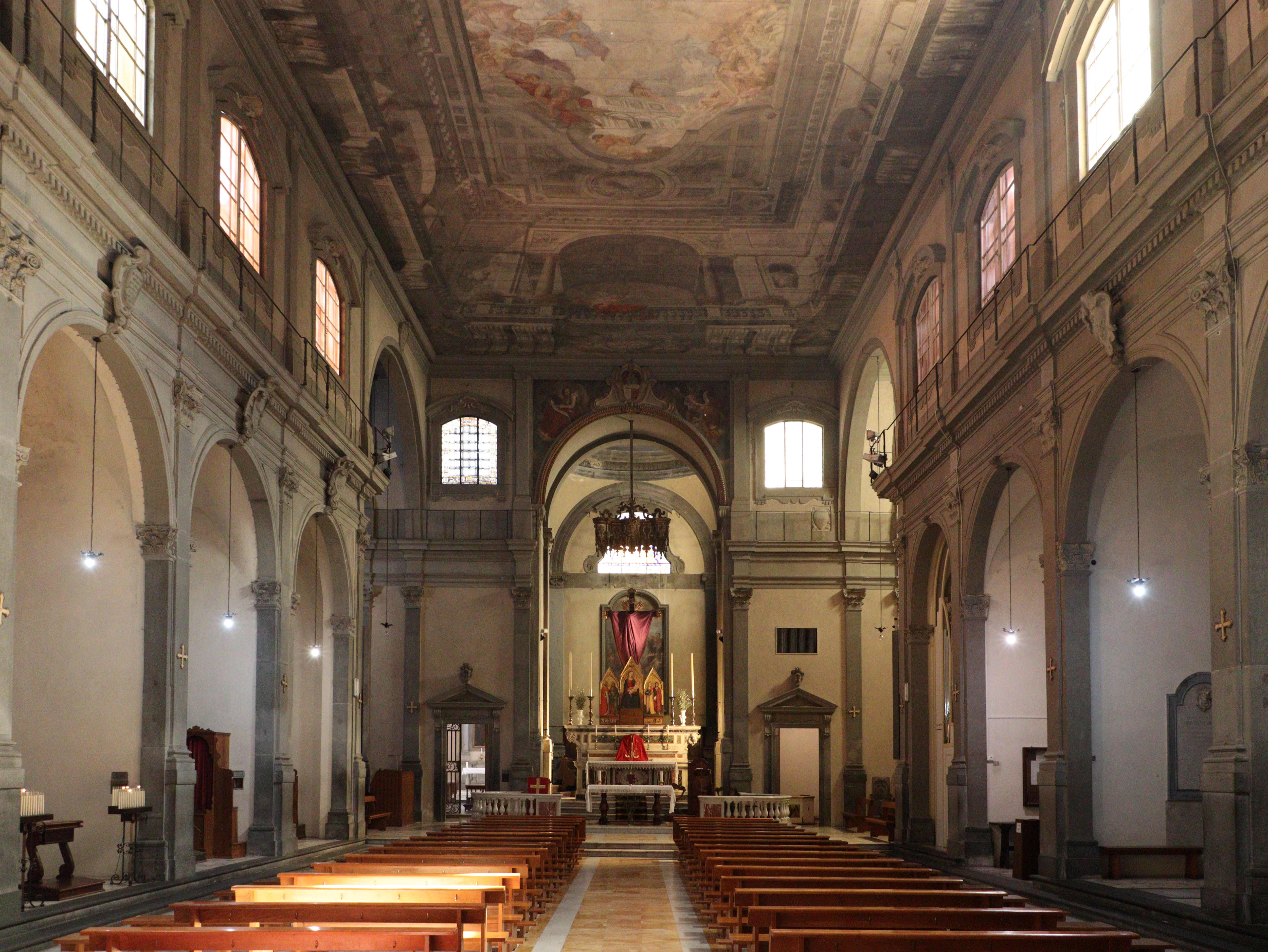
Интерьер нефа
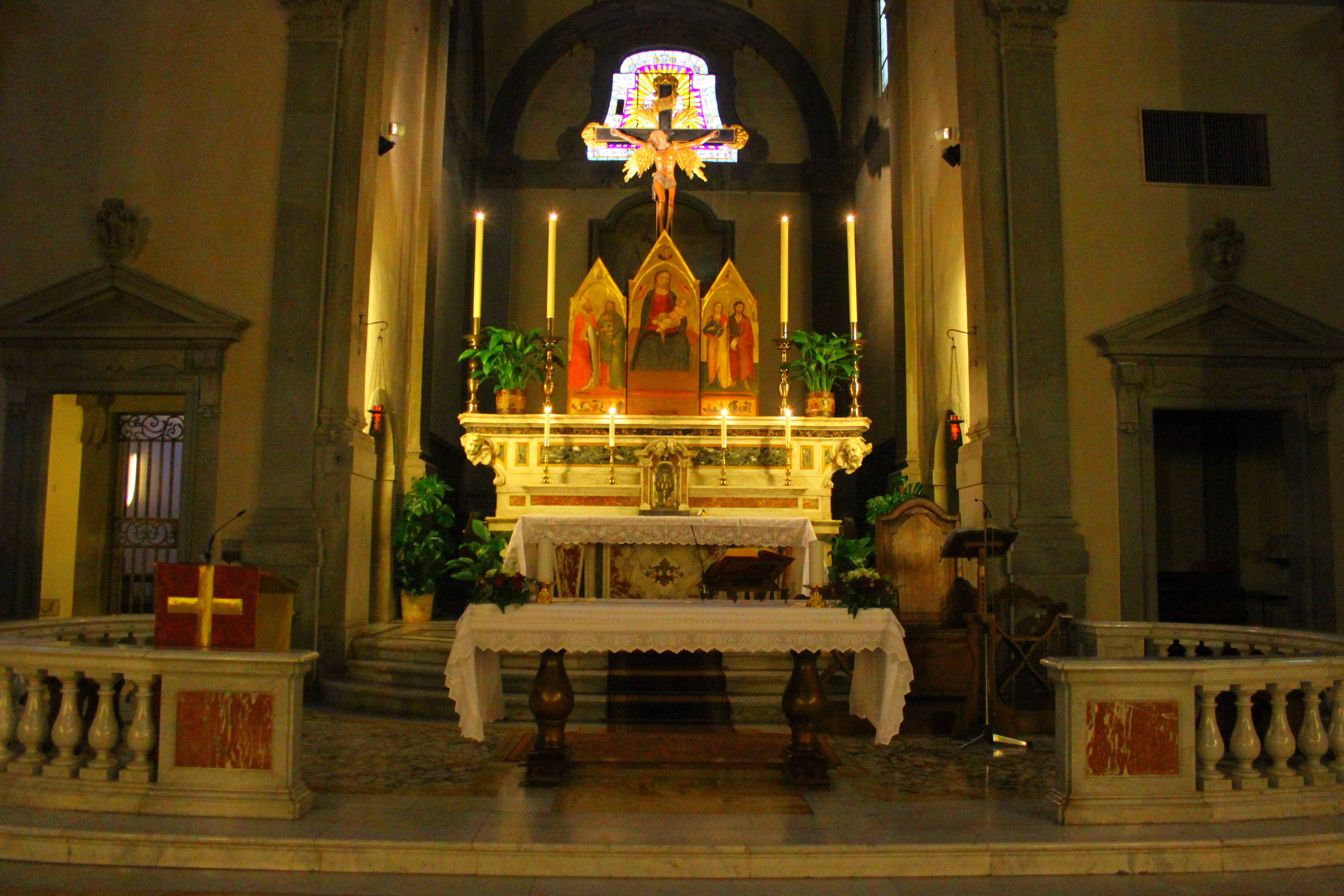
Главный алтарь
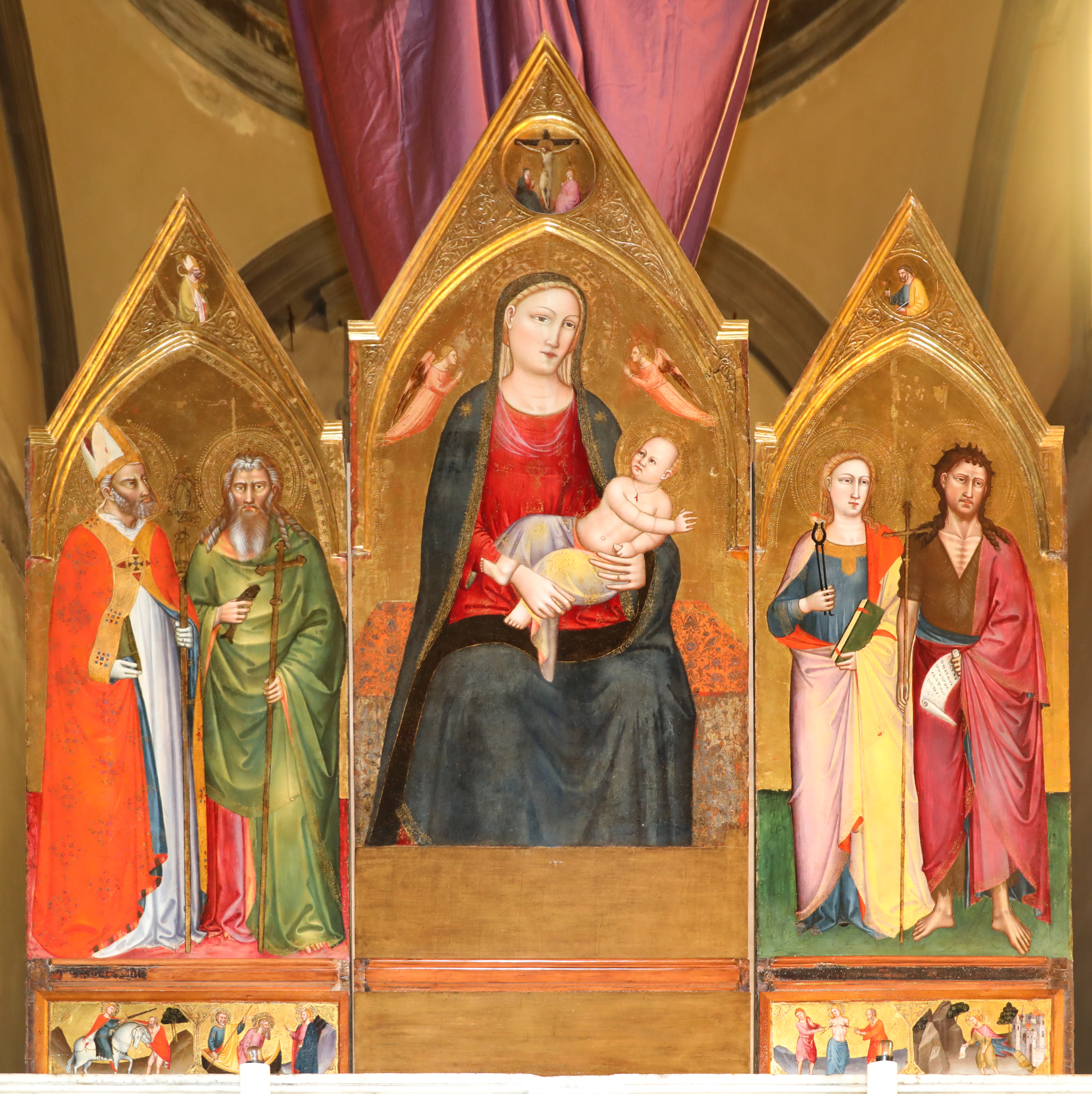
Лоренцо ди Биччи и Биччи ди Лоренцо. Мадонна с Младенцем и святыми Мартином, Андреем, Агатой и Иоанном Крестителем. Алтарный триптих. Конец XIV — начало XV в.
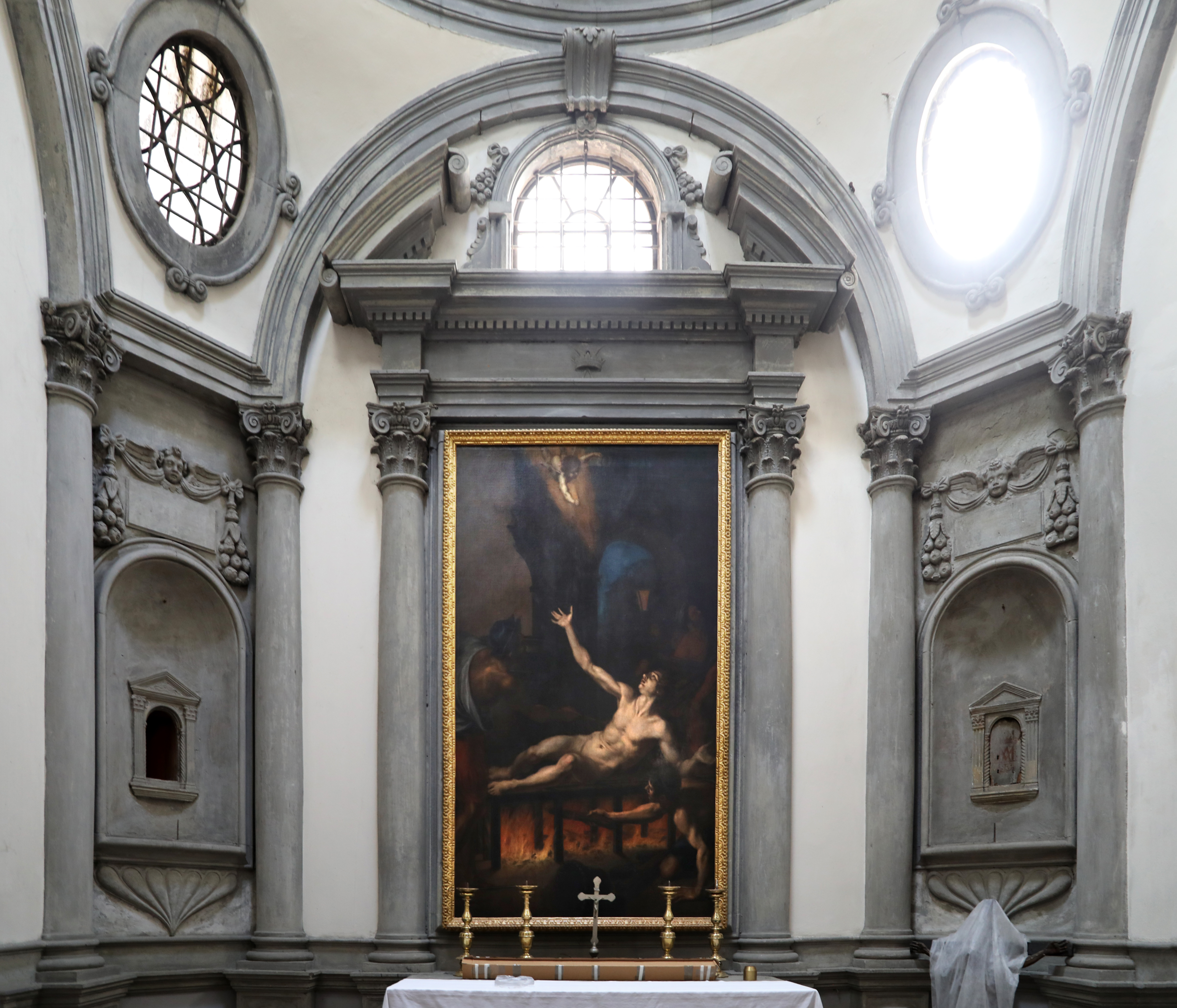
Капелла Сан-Лоренцо
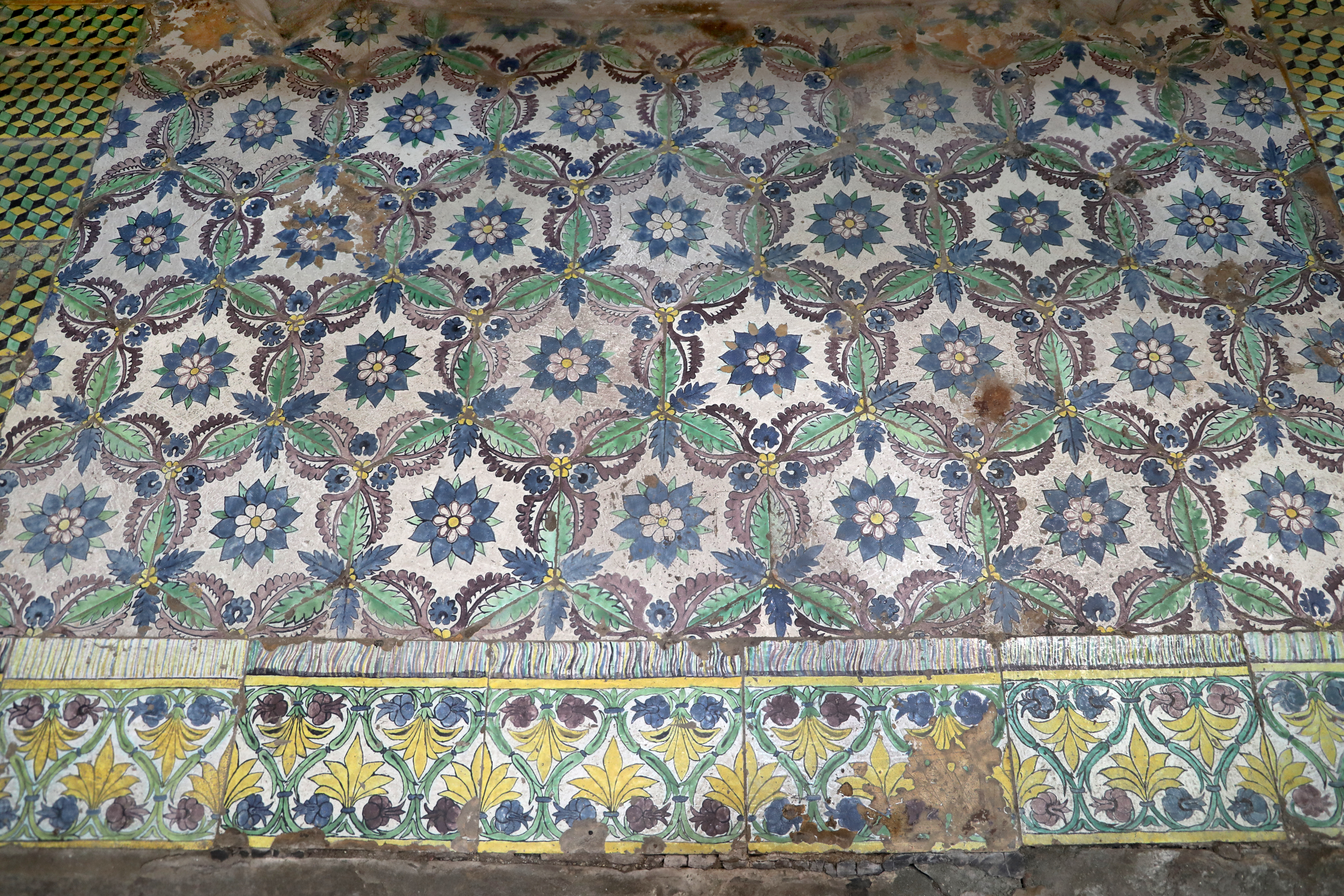
Майоликовые плитки пола Капеллы Сан-Лоренцо. 1490-1510. Мастерская Андреа делла Роббиа, Флоренция
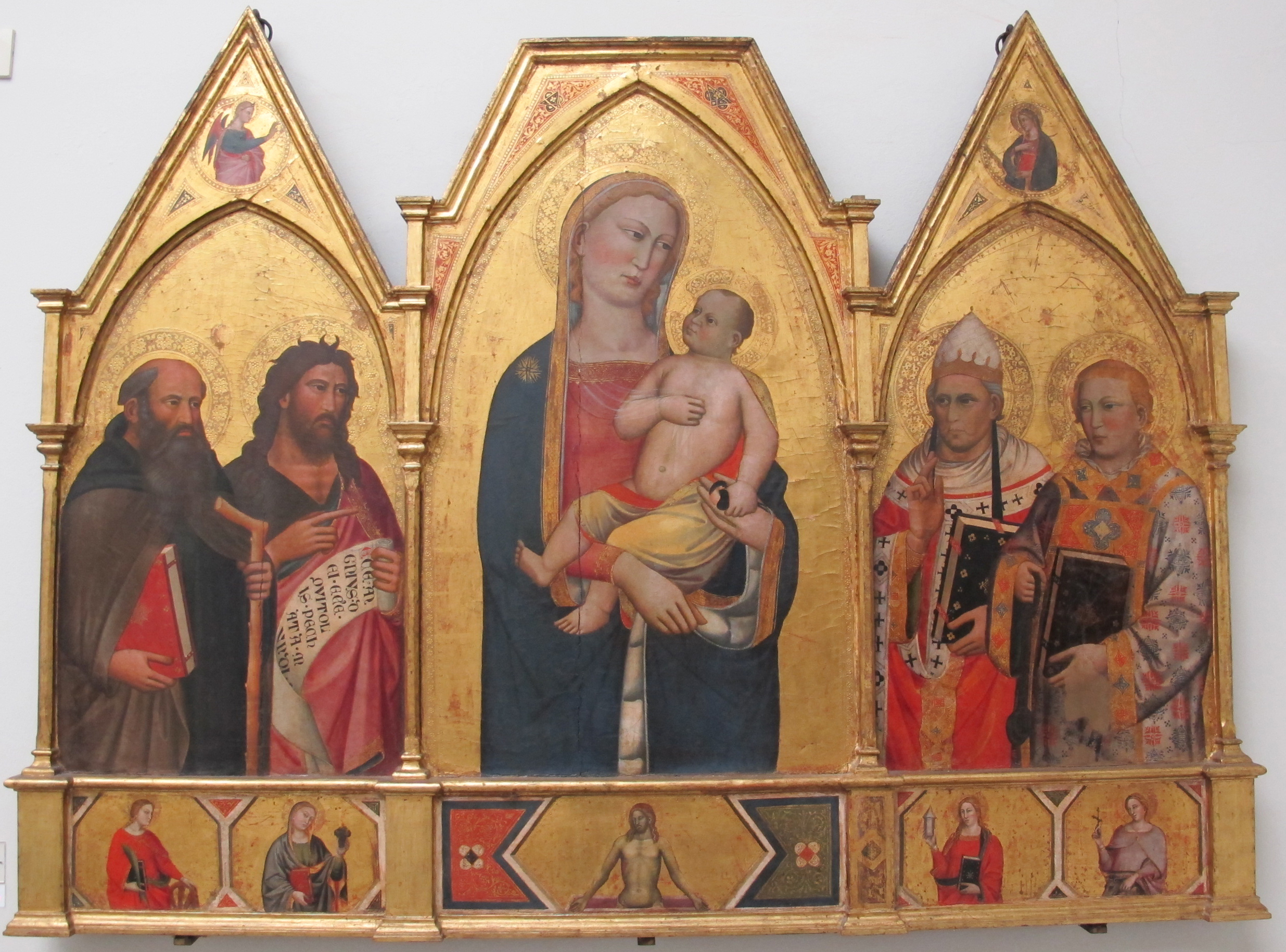
Никколо ди Пьетро Джерини. Мадонна с Младенцем и святыми. Дерево, темпера, золочение. Музей церкви
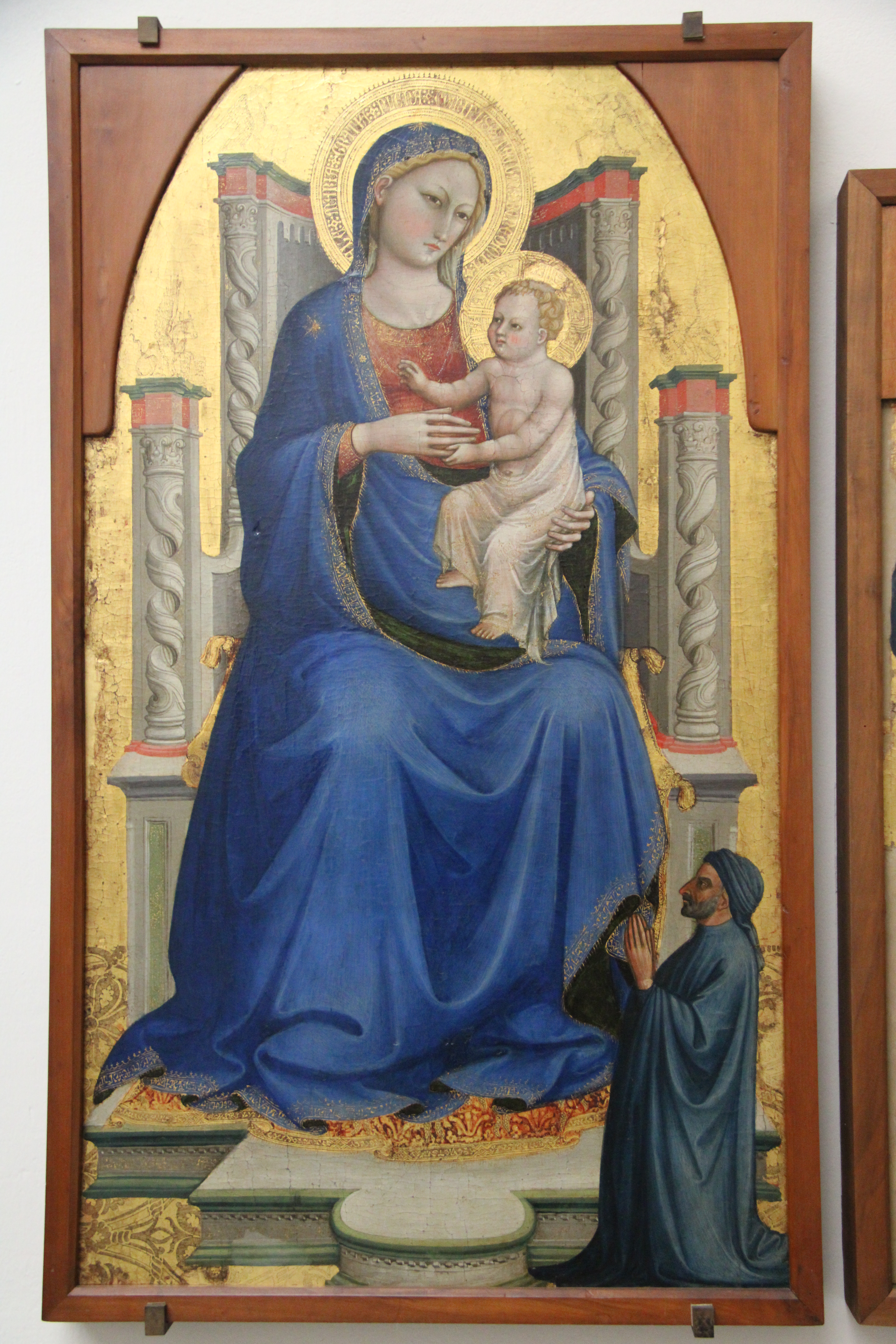
Биччи ди Лоренцо. Мадонна на троне с Младенцем. Музей церкви
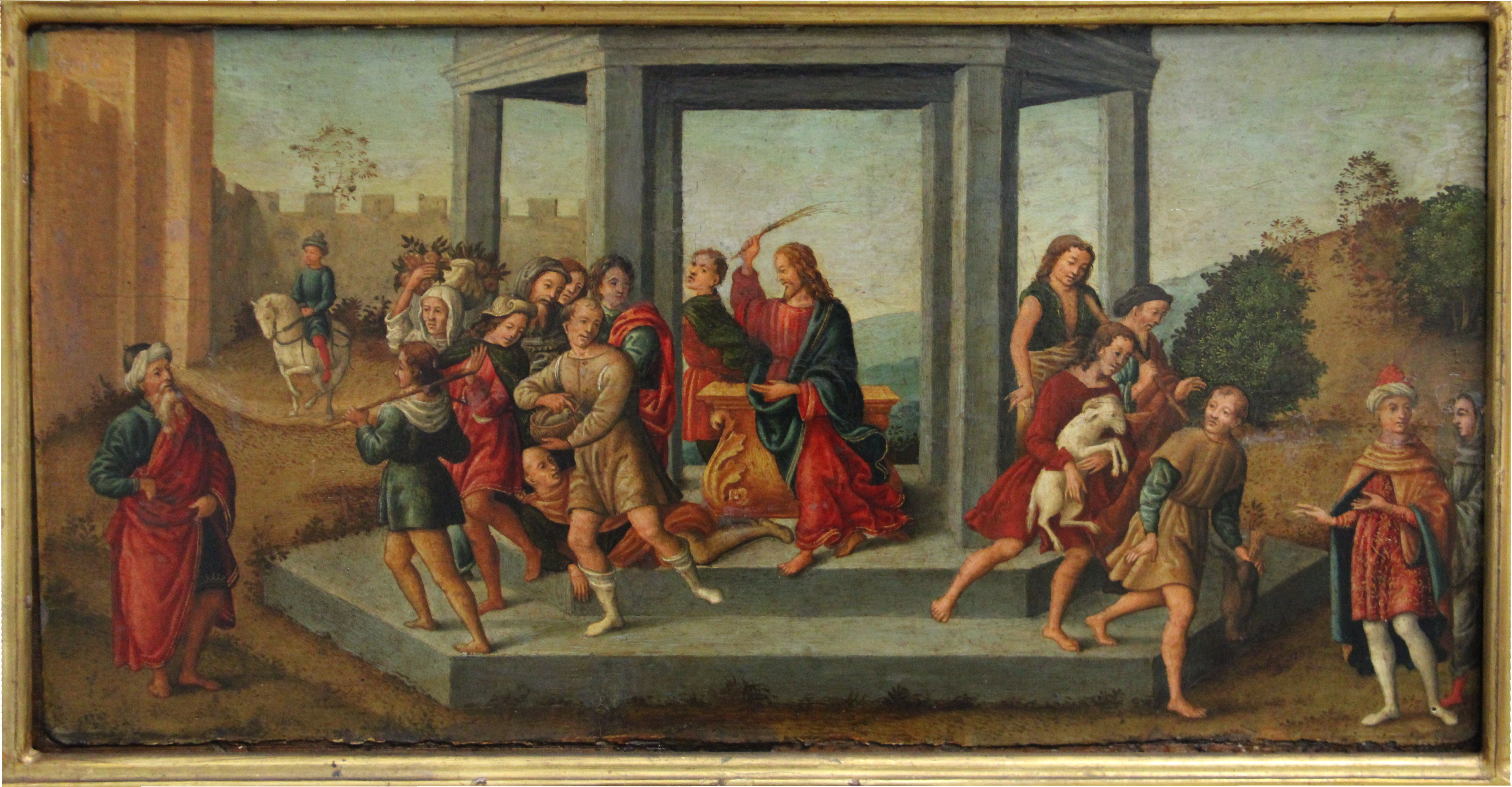
Раффаэлло Боттичини. Изгнание торгующих из храма. Нач. XVI в. Дерево, темпера. Музей церкви
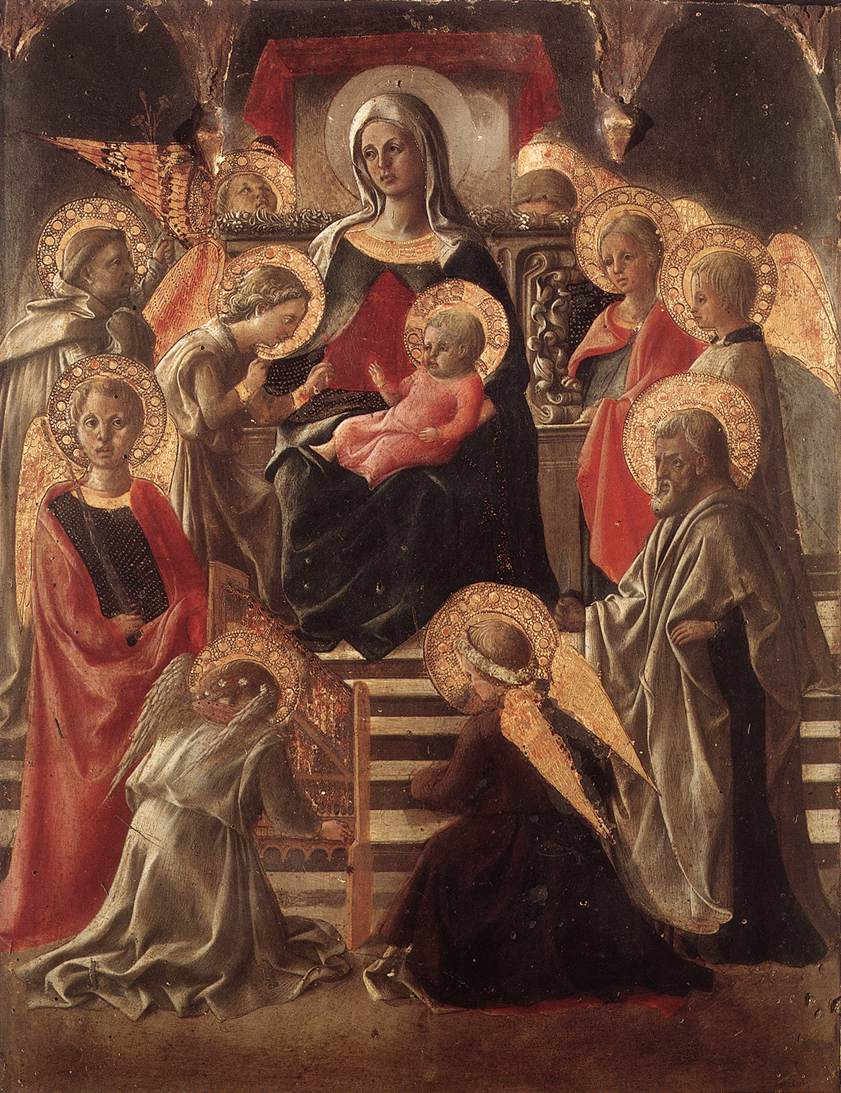
Филиппо Липпи. Мадонна с Младенцем со святыми и ангелами. Ок. 1430. Дерево, темпера. Музей церкви
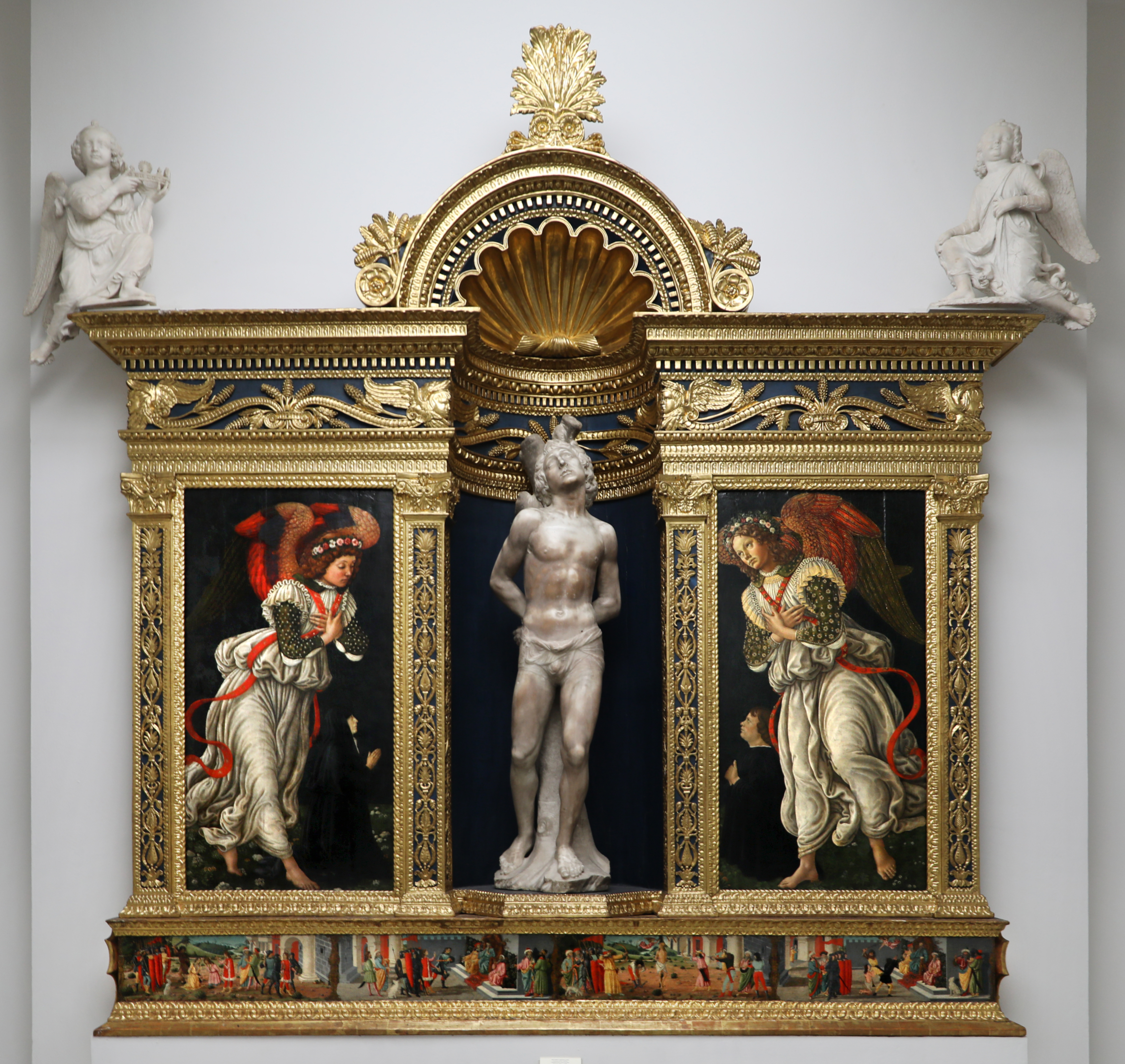
Антонио Росселлино, Франческо Боттичини. Табернакль Святого Себастьяна. 1476. Музей церкви
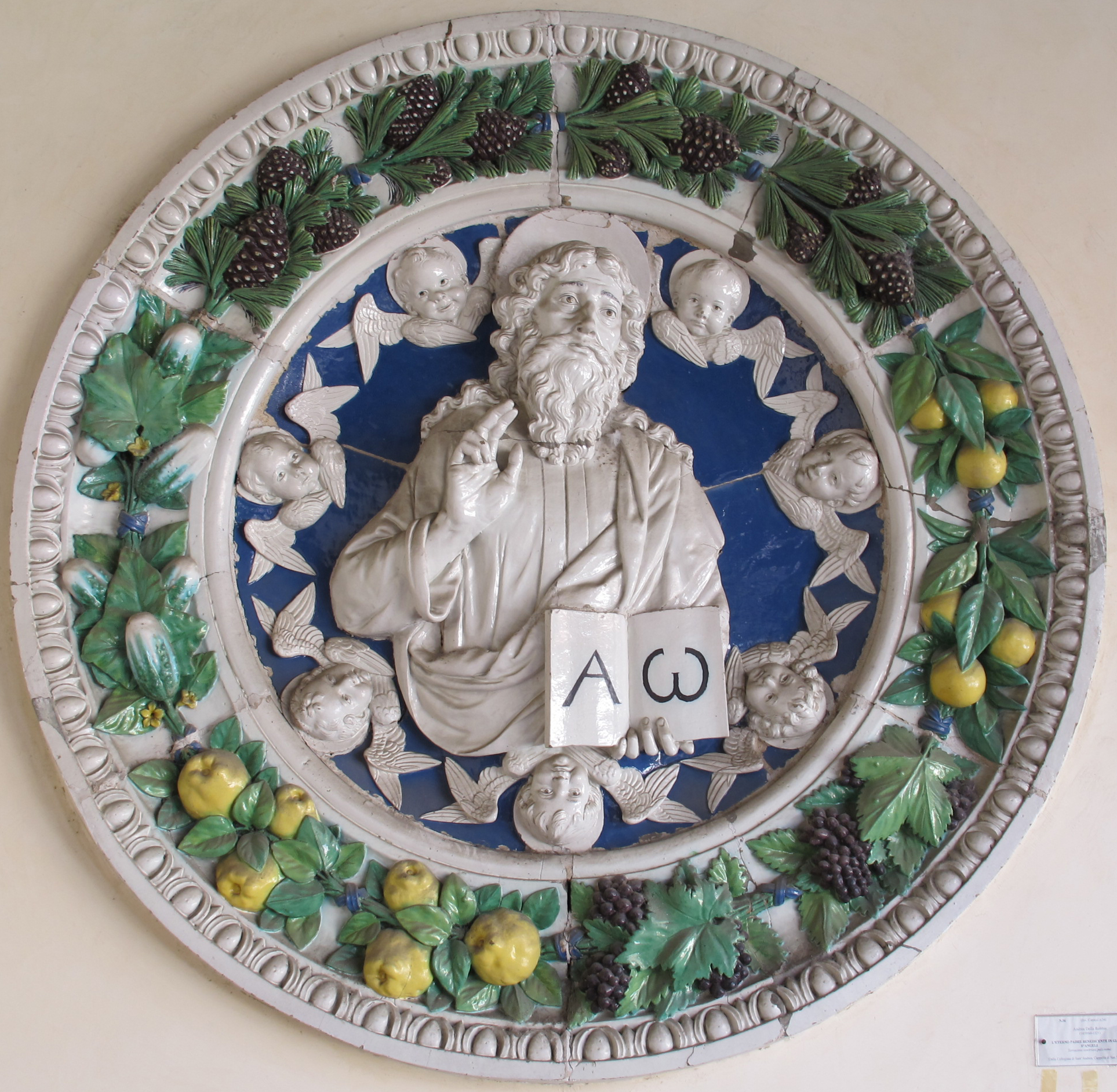
Бог-Отец. Майолика. Мастерская Андреа делла Роббиа, Флоренция. Музей церкви